# Contea di Sclafani Merlot
Il Contea di Sclafani Merlot è un vino DOC la cui produzione è consentita nelle province di Agrigento, Caltanissetta e Palermo.

## Caratteristiche organolettiche
- colore: rosso rubino
- odore: intenso, fruttato
- sapore: caratteristico, strutturato

## Produzione
Provincia, stagione, volume in ettolitri
- nessun dato disponibile